# Буинск (Ибресинский район)
Буи́нск (чув. Пӑвакасси) — посёлок городского типа (с сельским населением как сельский населённый пункт с декабря 2005 года) в Ибресинском районе Чувашской Республики России. Центр Буинского сельского поселения. В обыденной жизни, чтобы отличить посёлок от города Буинска в Татарстане, используется название Чуваш-Буинск.
Посёлок расположен в 10 км к югу от районного центра Ибреси. Железнодорожная станция на линии Канаш — Красный Узел Горьковской железной дороги.
День посёлка отмечается во второе воскресенье июня.

## История
Посёлок основан в 1896 году в связи со строительством разъезда Московско-Казанской железной дороги. Первым зданием является железнодорожная будка. Первыми жителями можно считать путевого обходчика по фамилии Ёлхин и его семью. Посёлок административно входил в Симбирскую губернию. Благодаря наличию промысловых лесных массивов, принадлежащих уделу и казне, в Ибресинский край потянулись предприимчивые и состоятельные люди. На базе лесных ресурсов возник лесопильный завод. Своё название посёлок получил в 1910 году.
В 1923 году открыта школа, в 1927 году построена железнодорожная станция. Статус рабочего посёлка Буинск получил благодаря Буинскому сланцевому руднику, который открылся в 1930-е гг. В 1938 году Буинск получил статус посёлка городского типа, так как перспектива развития сланцедобычи, в свою очередь, способствовала строительству производственных и социальных объектов, обеспечивающих деятельность шахты, но продукция сланцевого рудника не нашла потребителя в республиканском масштабе и не выдержала конкуренцию с углеводородным топливом, поэтому после Великой Отечественной войны предприятие было закрыто. Производственные фонды и социальная сфера рудника переданы предприятиям деревообрабатывающей промышленности. На его месте был создан древкомбинат, осуществлявший заготовку леса и его распиловку. Он производил несложную мебель, сборные дома. Позже был переименован в Буинский леспромхоз. Буинский лесозавод являлся посёлкообразующим предприятием. Долгие годы на нём выпускались лесоматериалы, щитовые дома и другая продукция деревообработки. В 1960 году он переименован в завод комбайновых деталей и стал выпускать детали для сельскохозяйственных машин, тару, клёпку, мебель, жёсткие диваны. В 1966 г. преобразован в деревообрабатывающий комбинат, который продолжал выпускать лесоматериалы и изделия несложной деревообработки. Достаточно успешно работал в 1970-е гг. Буинский цех Ибресинской мебельной фабрики.

## Этимология
По одному из преданий своё название посёлок получил от города Буинска, уроженцами которого была одна из первых семей жителей — Сычёвы.

## Уклад жизни
Посёлок застроен, в основном, деревянными одноэтажными строениями, имеются двухэтажные жилые здания.
Жители, в основном, заняты в приусадебном хозяйстве. Огородничество представлено такими культурами как, картофель, красная и кормовая свекла, капуста, подсолнечник, морковь, земляника садовая, топинамбур, помидоры, огурцы, хрен, лук, чеснок, укроп и другое. В садах растут различные сорта яблони, крыжовника, малины, смородины, сливы. Популярно рыболовство.
Жители также заняты скотоводством (коровы, овцы, козы). У многих хозяев есть лошади. Также разводят свиней, пчёл, кроликов. Почти в каждом дворе есть домашняя птица: гуси, утки, куры. Жители работают в учреждениях посёлка, на предприятиях в Чебоксарах и в Москве.

## Население
| 1959  | 1970  | 1979  | 1989  | 1992  | 1993  | 1997  |
| ----- | ----- | ----- | ----- | ----- | ----- | ----- |
| 4682  | ↘3010 | ↘2524 | ↘2006 | ↘2000 | →2000 | →2000 |
| 2001  | 2002  | 2010  | 2012  |       |       |       |
| ↘1900 | ↘1621 | ↘1220 | ↗1497 |       |       |       |

Национальный состав населения посёлка в 2002 году: 34,4 % — татары; 32,8 % — чуваши; 24,4 % — русские; 7,6 % — мордва. Исповедуют православное христианское и мусульманское суннитское вероисповедания.

## Инфраструктура
Посёлок телефонизирован, доступна сотовая связь и интернет. Находится отделение «Почты России», детский сад, магазины, клуб, мечеть, церковь. Проведён газопровод, водопровод, кроме того в каждом доме дополнительно имеются печи, в каждом дворе — баня.
Посёлок находится около региональной автодороги 97К-002 «Аниш». Имеется остановка автобусов, курсирующих маршрутом Буинск — Канаш. Действует железнодорожная станция Буинск.
Среднее образование жители посёлка получают в средней общеобразовательной школе.

## Достопримечательности
Шахтёрские горы — отвалы пустой породы бывшей сланцевой шахты, известны также как Три горы или Чёртовы горы (в породе встречается ископаемый моллюск «Чёртов палец»).
В посёлке установлен обелиск павшим войнам.
В феврале 1996 года в Буинске была построена каменная мечеть, первая в Ибресинском районе. В 2010 году построена православная церковь, в декабре 2013 г. открыт новый каменный двухэтажный детский сад.